# LDAC (코덱)
LDAC은 소니가 개발한 오디오 코딩 기술로서, 블루투스 연결을 통해 최대 990 kbps @ 24비트/96 kHz의 고해상도 오디오를 스트리밍할 수 있게 해준다. 헤드폰, 스마트폰, 포터블 미디어 플레이어, 스피커, 홈 시어터 등 다양한 소니 제품들에 사용된다. 주된 경쟁 코덱은 퀄컴의 aptX-HD, HWA 유니언/사비테크의 LHDC이다.
LDAC은 손실 코덱으로서, 수정 이산 코사인 변환에 기반한 하이브리드 코딩 스킴을 사용하여 더 효율적인 데이터 압축을 제공한다. LDAC은 연결 강도에 따라 330/660/990 kbps 전환이 가능하다.
안드로이드 8.0 "오레오"부터 LDAC은 안드로이드 오픈 소스 프로젝트의 일부이며 모든 OEM이 자신들만의 안드로이드 장치에 자유로이 이 표준을 통합할 수 있다.
인코더 라이브러리는 오픈 소스이며 리눅스 구현체가 이미 bluez-alsa와 pulseaudio-modules-bt에 존재한다. 페도라 30부터는 RPM 퓨전을 통해 페도라에서 이용이 가능하다.
2019년 9월 17일 일본 오디오 협회(Japan Audio Society, JAS)는 LDAC에 "고해상도 오디오 접속 인증"을 주었다. 현재 고해상도 오디오 무선 인증을 받은 유일한 코덱은 LDAC와 LHDC이다.

## 같이 보기
- AptX
- 손실 압축